# Jardins ornementaux d'Ottawa

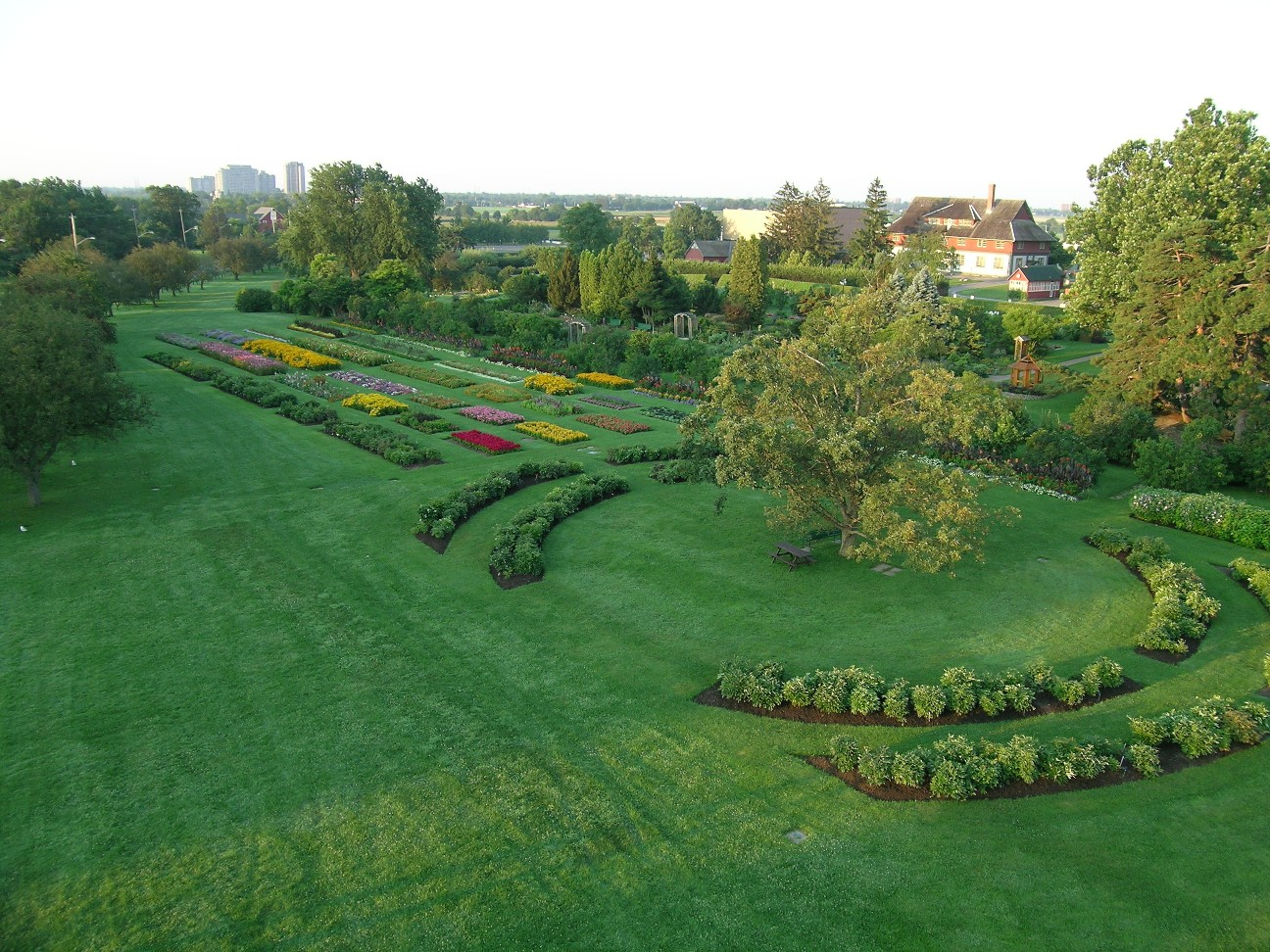
Vue aérienne de jardins ornementaux d'Ottawa

Situés au sud du centre-ville d'Ottawa, les jardins ornementaux font partie d'un vaste ensemble où se pratique horticulture et recherches en agriculture. D'une superficie d'environ 3,2 hectares (8 acres), les jardins ornementaux ont vu le jour dans les années 1880. Ils constituent l'un des points d'intérêt de la ferme expérimentale centrale et jouxte l'arboretum du Dominion dont il est séparé par la promenade Prince of Wales Drive.

## Jardins floraux et plantations d'arbres
Parmi les attractions on retrouve un jardin des plantes annuelles, un espace où est regroupée la collection de plantes vivaces, une roseraie, un jardin de rocailles, le jardin commémoratif de Macoun de même que des plantations de haies. Parmi ces plantations de haies, on retrouve 65 espèces de plantes différentes, les plus vieilles datant de 1891. Une centaine de variétés d'iris et 125 variétés de lilas y sont cultivées. Certaines variétés de plantes issues des recherches de la Ferme expérimentale centrale sont connues pour leur résistance au froid tel le cultivar Explorer parmi les rosiers.

## Publications
- Richard Hinchcliff, illus. Alison Hall, Blooms - An illustrated History of the Ornamental Gardens at Ottawa's Central Experimental Farm, Friends of the Farm (Ottawa, Ont.), Renfrew, Ont., General Store Pub. House, 2016, 304 pages,  (ISBN 978-0-9879734-3-6)